# Motorola V3688
El Motorola V3688 es un teléfono celular básico. El teléfono tanto sólo tiene una pequeña pantalla interior, escondida en el interior de la tapa, de diseño clamshell . Aun así, no tiene ningún tipo de cámara, ni manos libres ni pantalla exterior. Es un modelo que ya no se fabrica. El año 2001 apareció en el libro Guiness de los récords como el teléfono móvil más pequeño fabricado hasta aquellos momentos.

## Especificaciones Motorola V3688
| Tipo                           | Especificaciones                                                    |
| ------------------------------ | ------------------------------------------------------------------- |
| Modas                          | GSM 900 / GSM 1800                                                  |
| Pes                            | 3.14 oz (83 g)                                                      |
| Dimensiones                    | 3.43" x 1.80" x 0.93" (83 x 44 x 25 mm )                            |
| Factor de forma                | Clamshell - Antena tubular                                          |
| Vida de pila                   | Conversación: 3.33 horas (200 min.) Standby: 140 horas (5.8 días)   |
| Tipo de pila                   | Estándar, 600mAh Le-Ion                                             |
| Pantalla                       | Tipo: Monocroma gráfica, Medida Optimax : 96 x 64 píxeles, 5 líneas |
| HUESO / plataforma             | (N/A)                                                               |
| Memoria                        | 300 entradas                                                        |
| Capacidad del Listé telefónico | 250, tarjeta SIM                                                    |
| Datos Alta-Velocidad           | 14.4k                                                               |
| Mensajes de texto              | SMS                                                                 |
| Codename - Pre Liberación      | Kramer, StarTAC 210                                                 |
| Lenguas múltiples              | 26                                                                  |
| Colores disponibles            | Negro, gris titanio galaxia , ligero, y azul radar                  |
| Accessorios Disponibles        | Pila de sustitución, cargador coche                                 |